# سافران‌بولو
سافران‌بولو (به ترکی استانبولی: Safranbolu) شهری است در کشور ترکیه که در استان قره‌بوک واقع شده‌است. جمعیت این شهر بر اساس سرشماری سال ۲۰۰۸ میلادی ۳۷٬۰۹۲ نفر و بر اساس برآوردهای سال ۲۰۰۹ میلادی ۳۵٬۸۵۰ نفر می‌باشد.

## نگارخانه

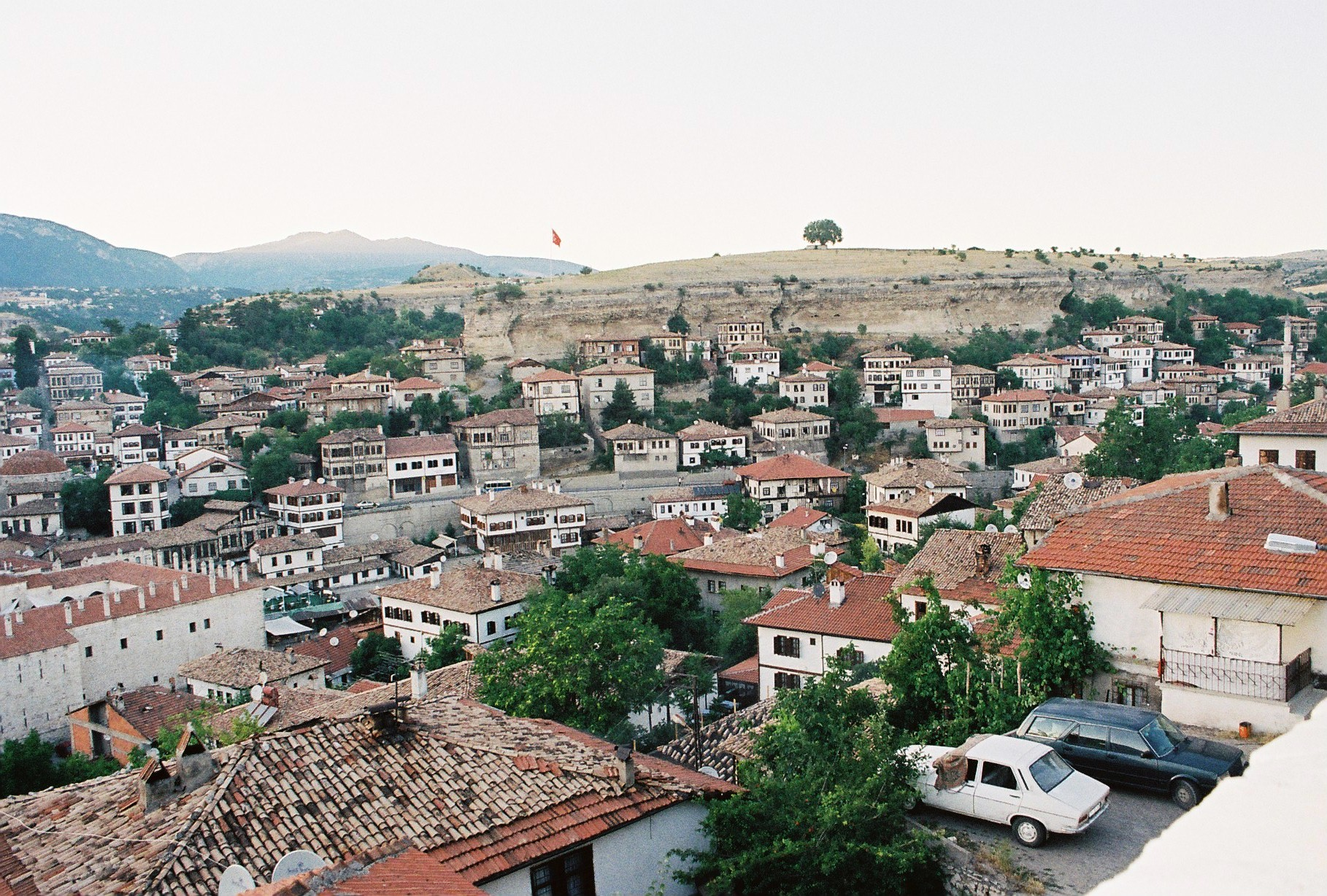
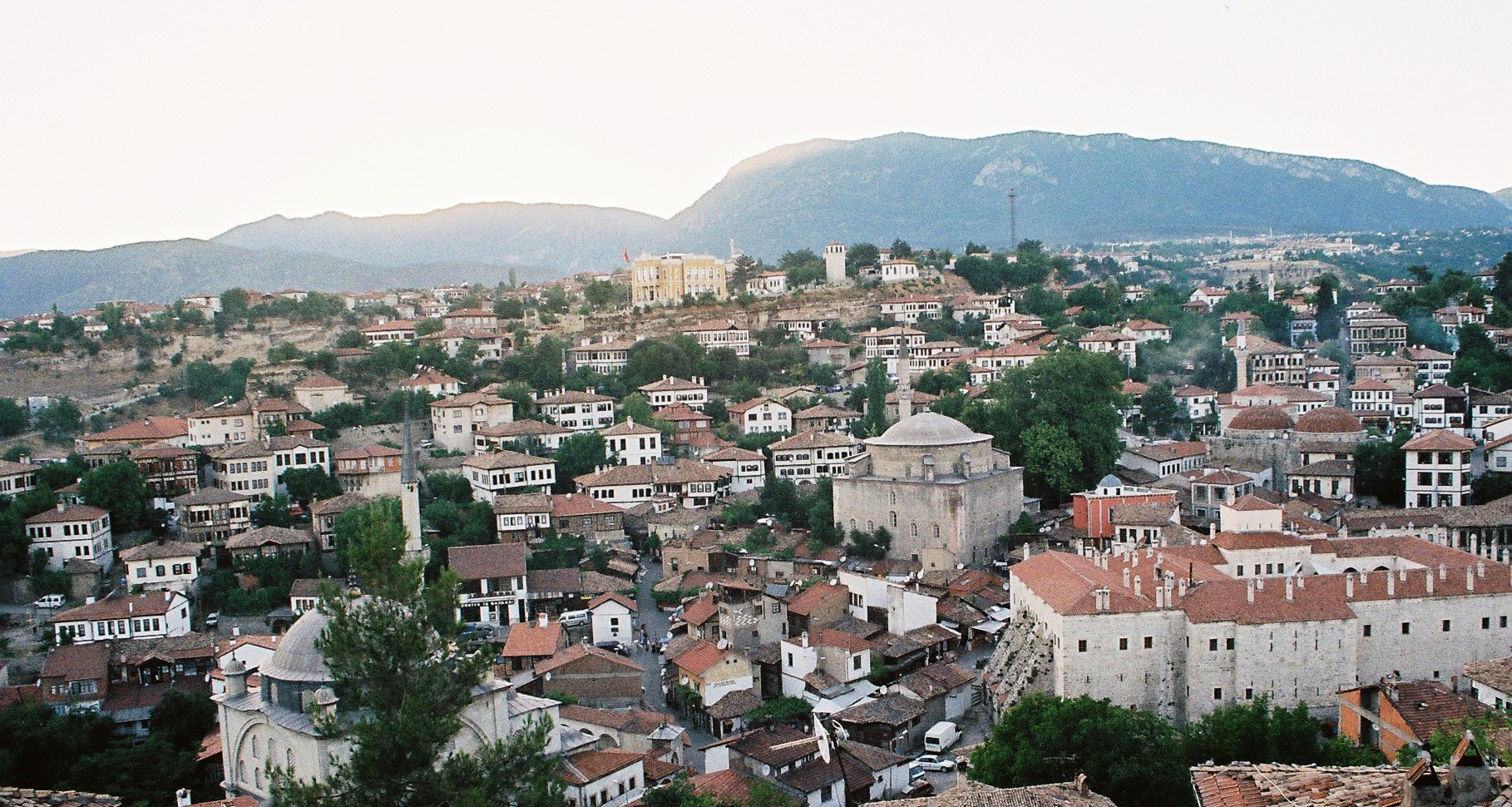
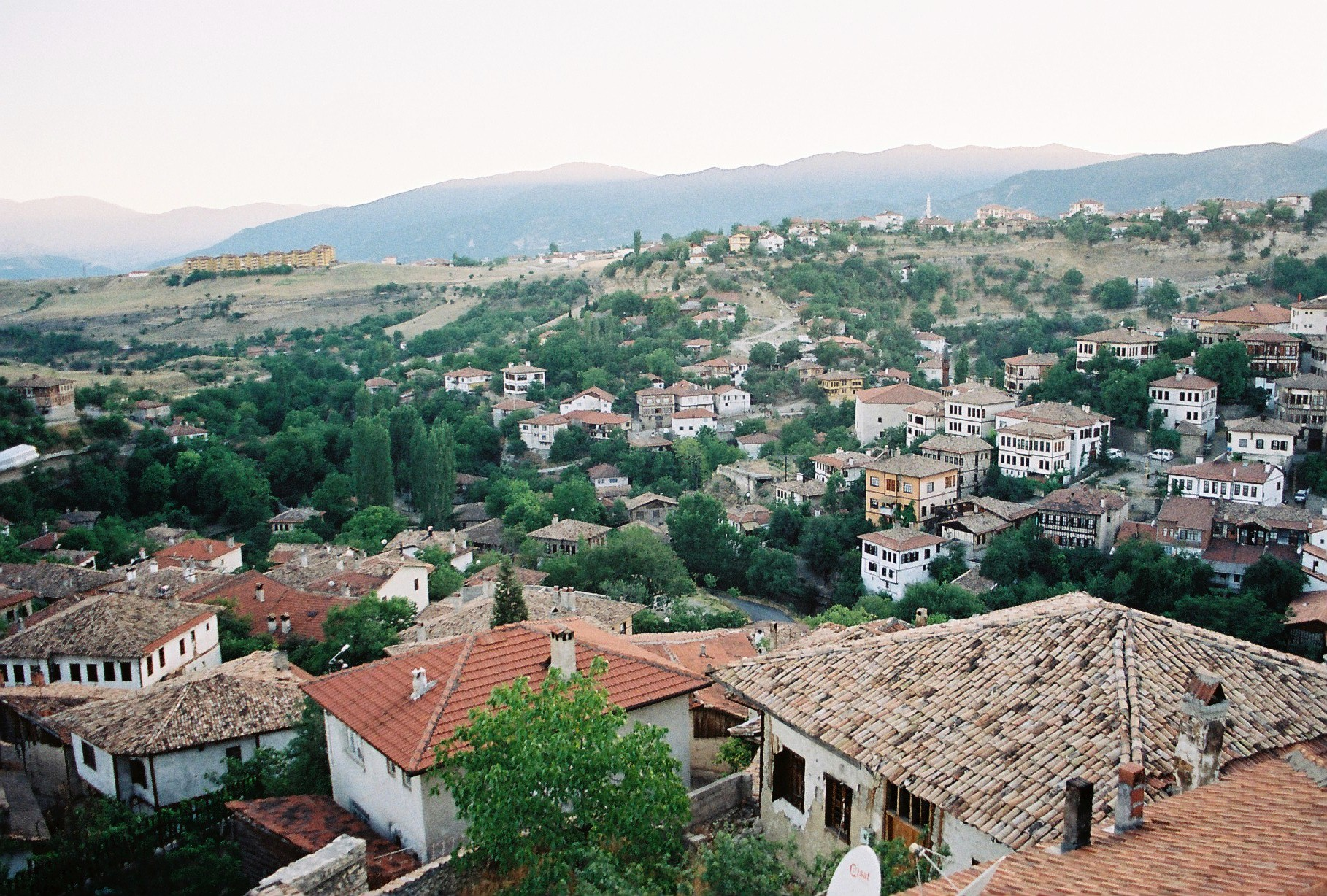
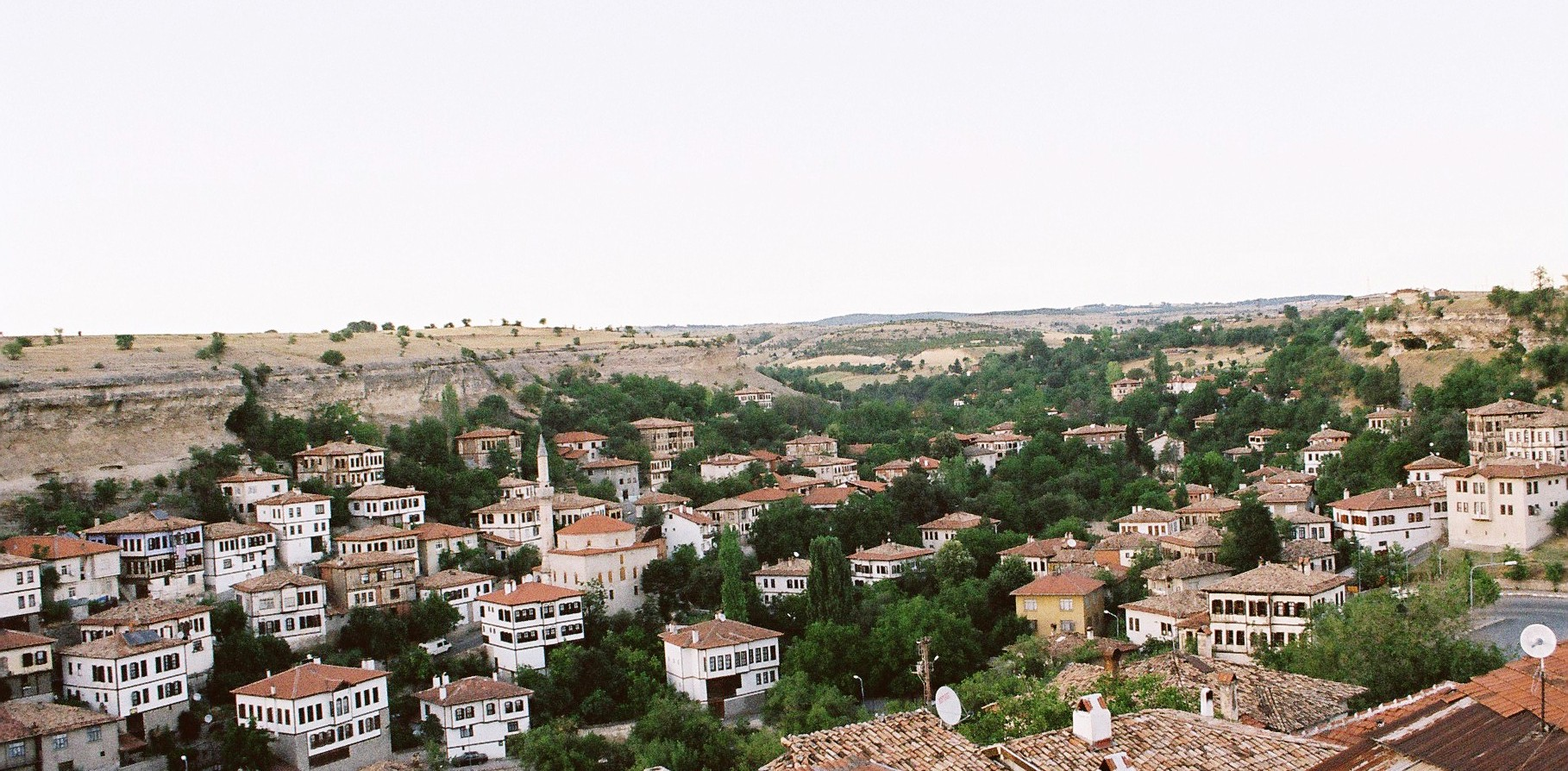
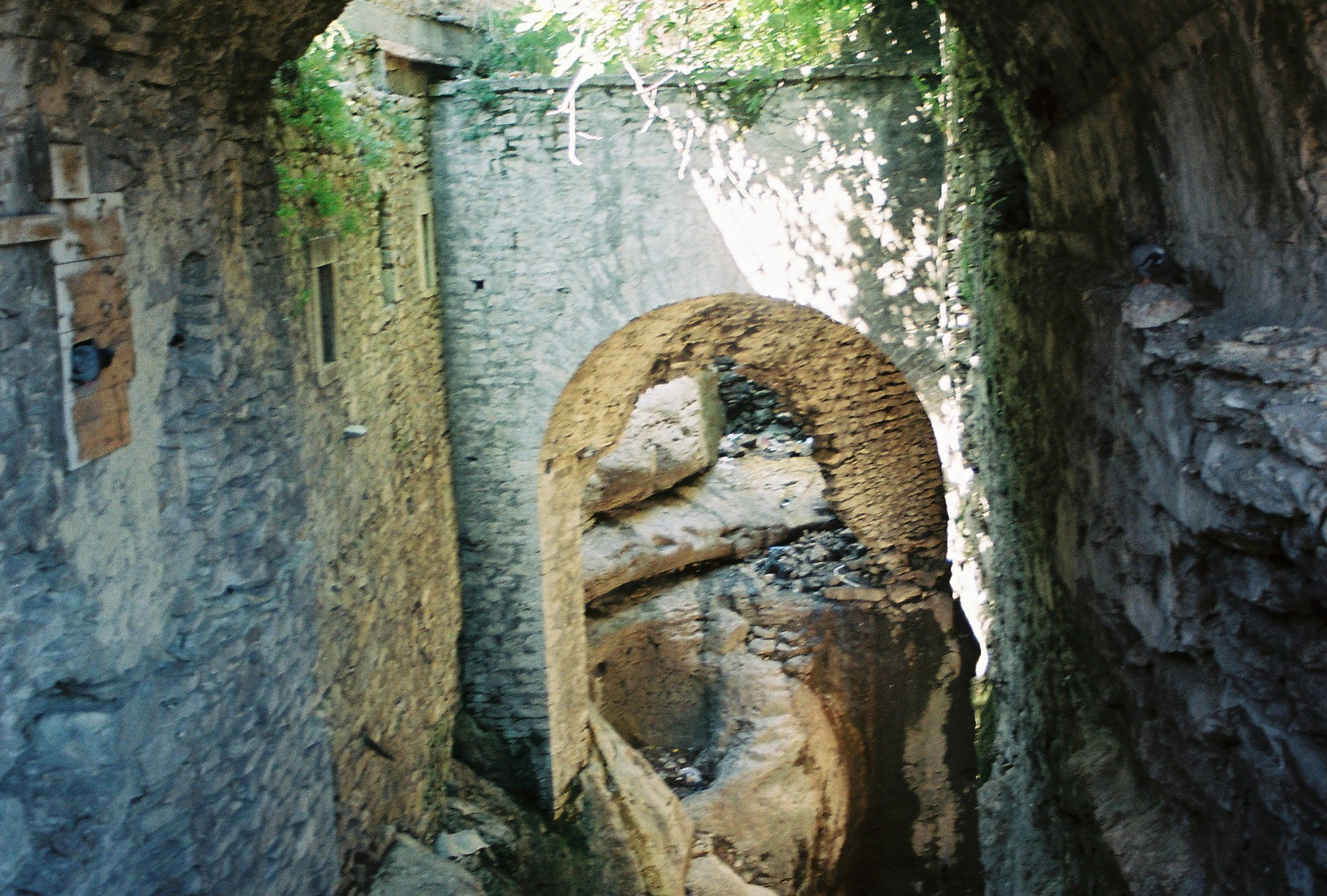
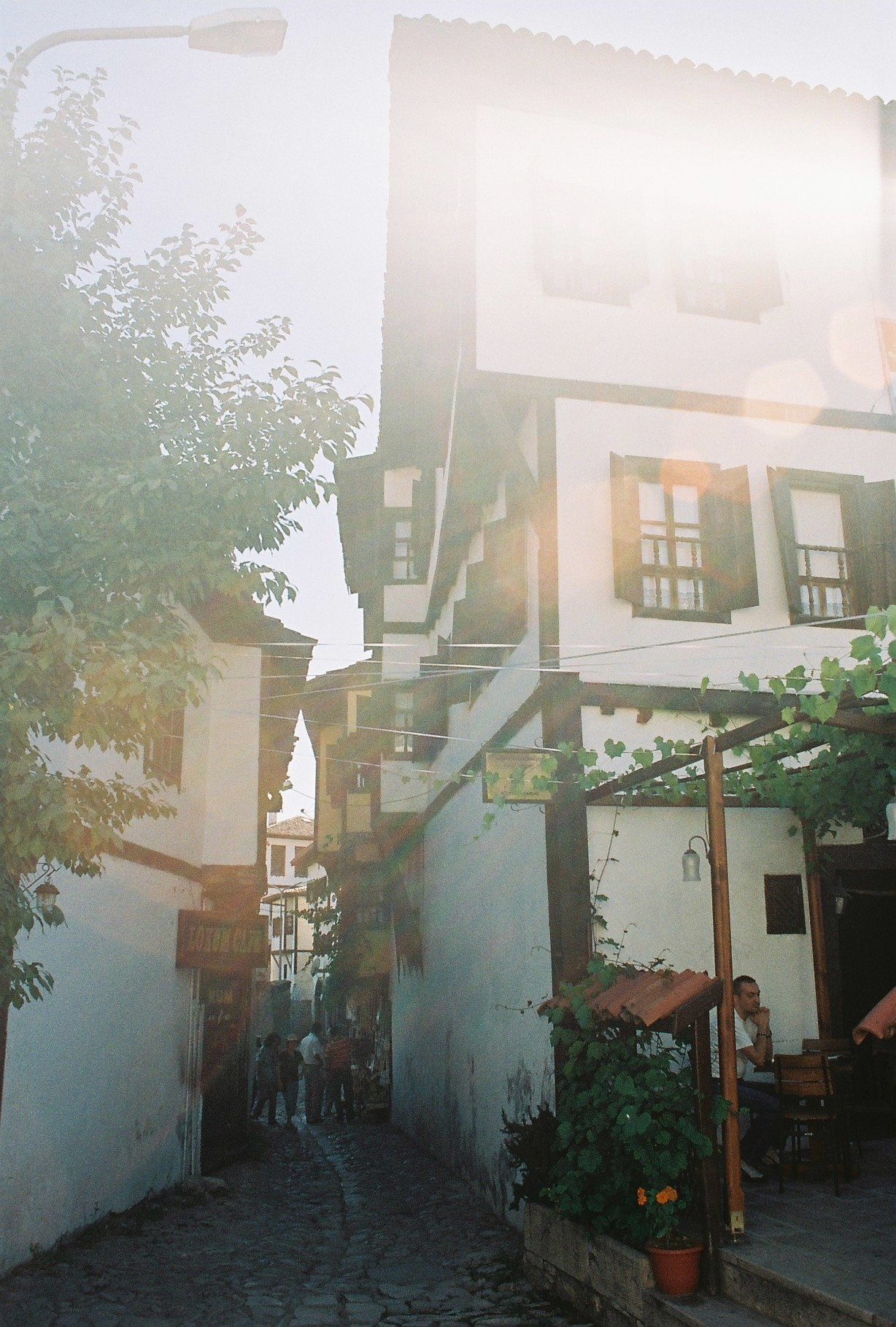
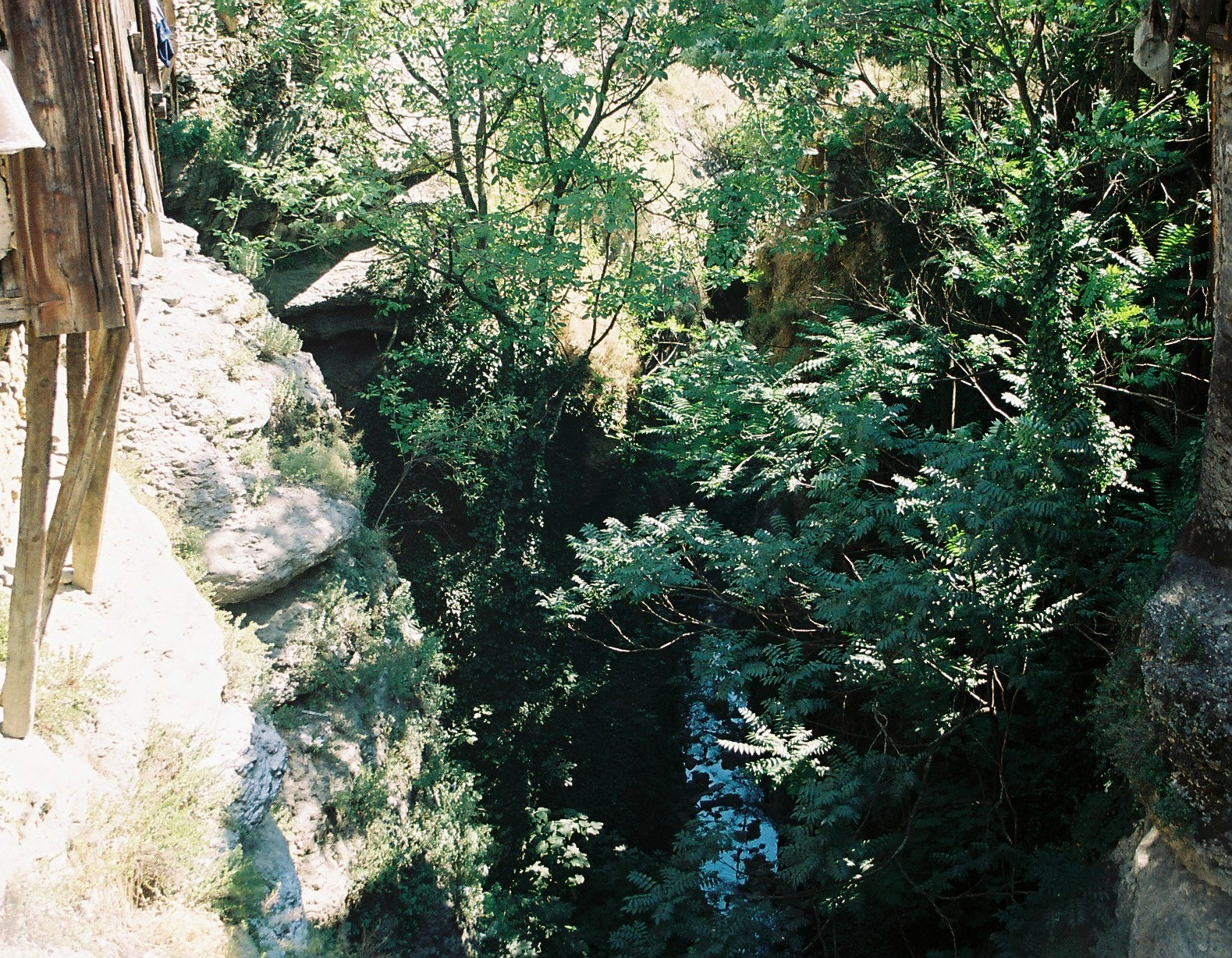
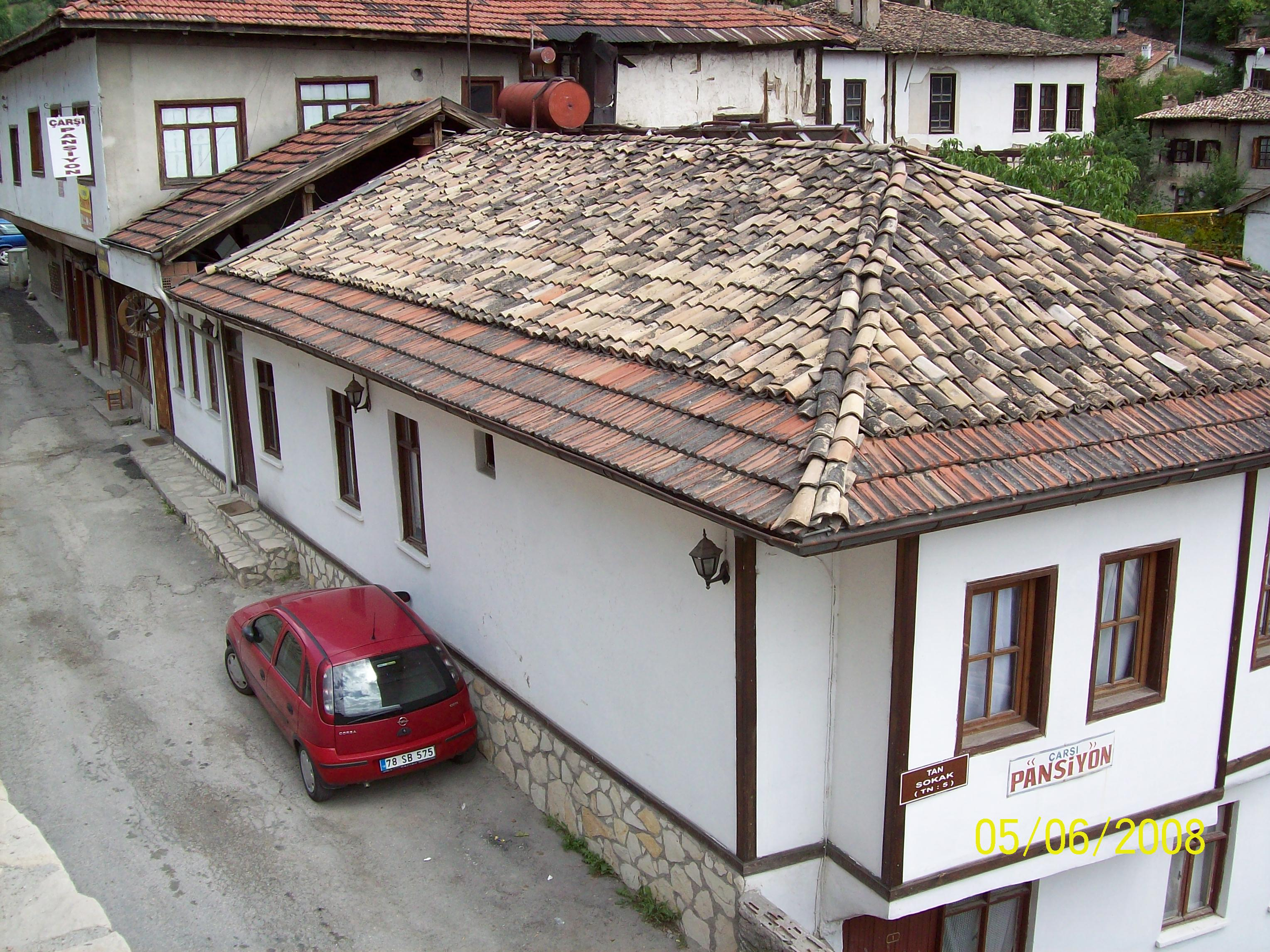
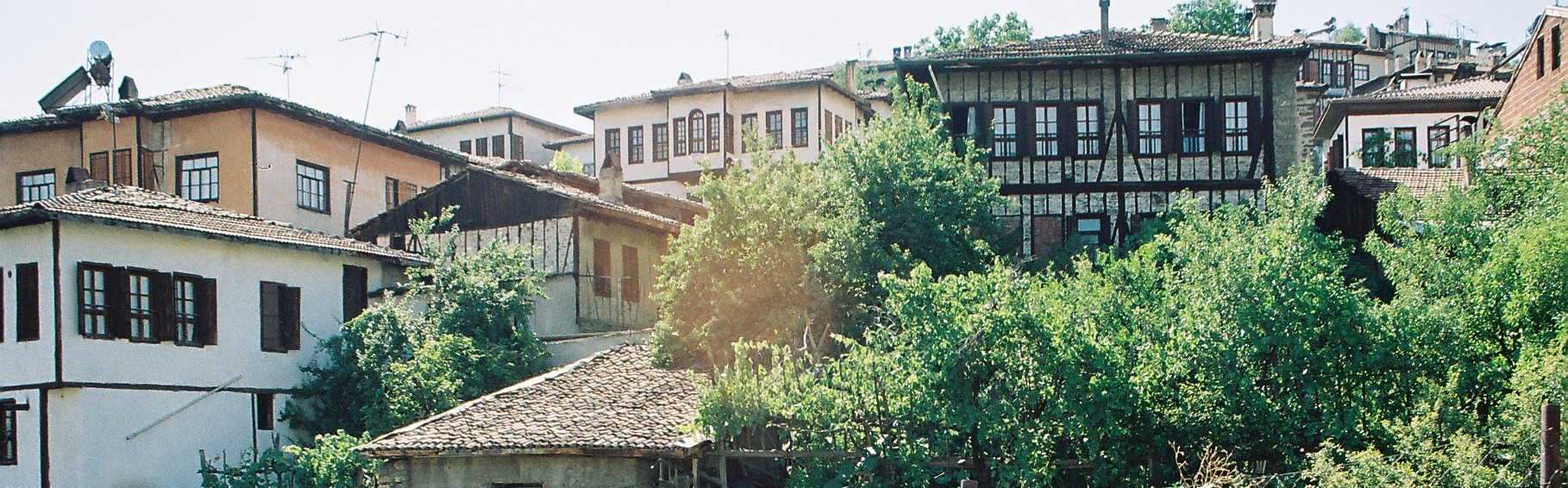
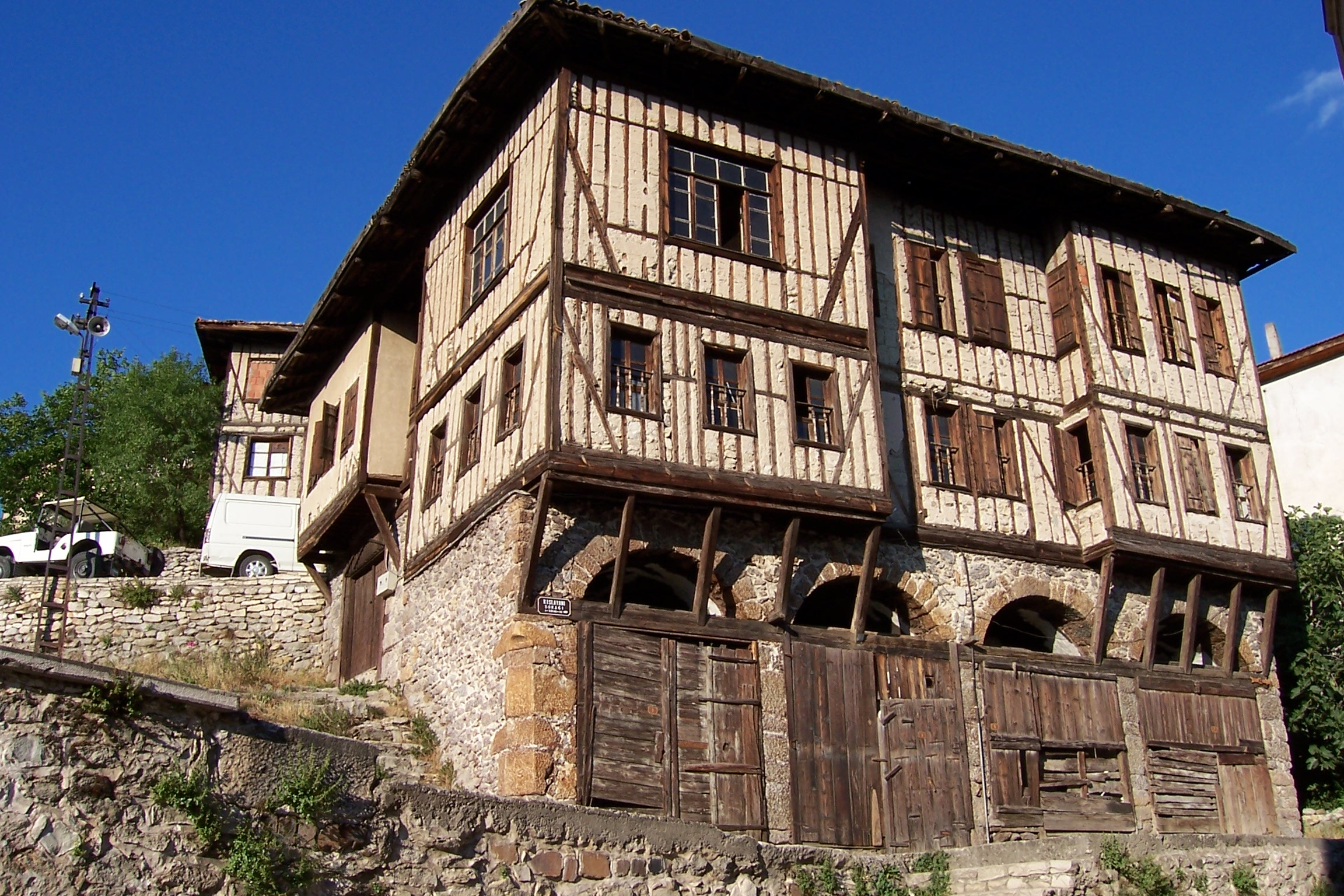
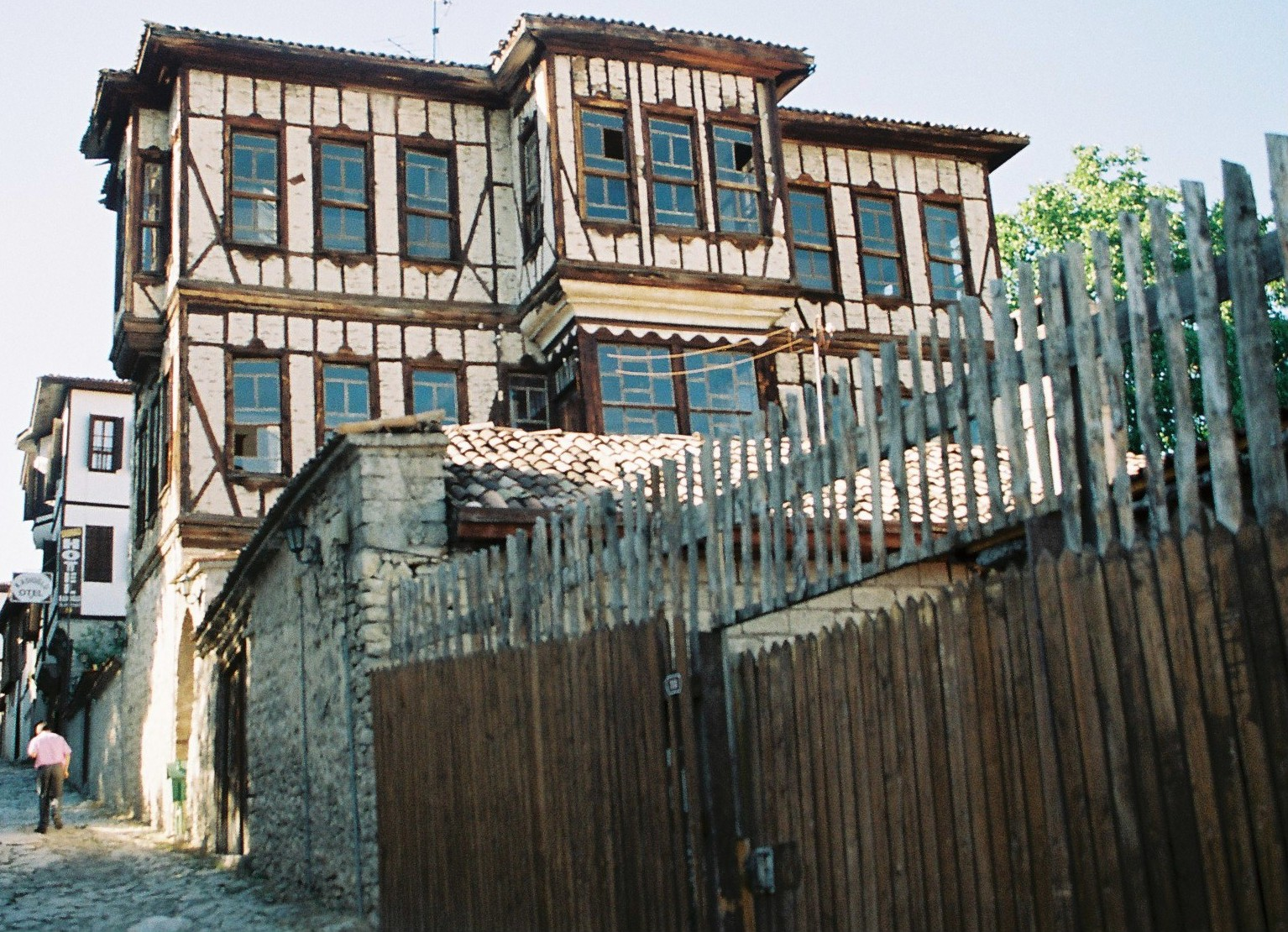